# Gran Mezquita de Saná
La Gran Mezquita de Saná (en árabe: الجامع الكبير بصنعاء‎ Al-Jāmiʿ al-Kabīr bi-Ṣanʿāʾ) es una antigua mezquita localizada en Saná, Yemen, justo al este del antiguo sitio del Palacio Ghumdan. Es parte del  Patrimonio de la Humanidad UNESCO de la ciudad vieja de Saná. Data del siglo VII, según los informes, fue construida en parte a partir de los materiales del palacio Ghumdan. 
Según las auténticas escrituras islámicas, la historia de la mezquita se remonta al período de Mahoma. El edificio ha sufrido varias renovaciones en siglos posteriores. Un hallazgo arqueológico importante fueron los manuscritos de Saná, descubiertos durante la restauración de 1972. 

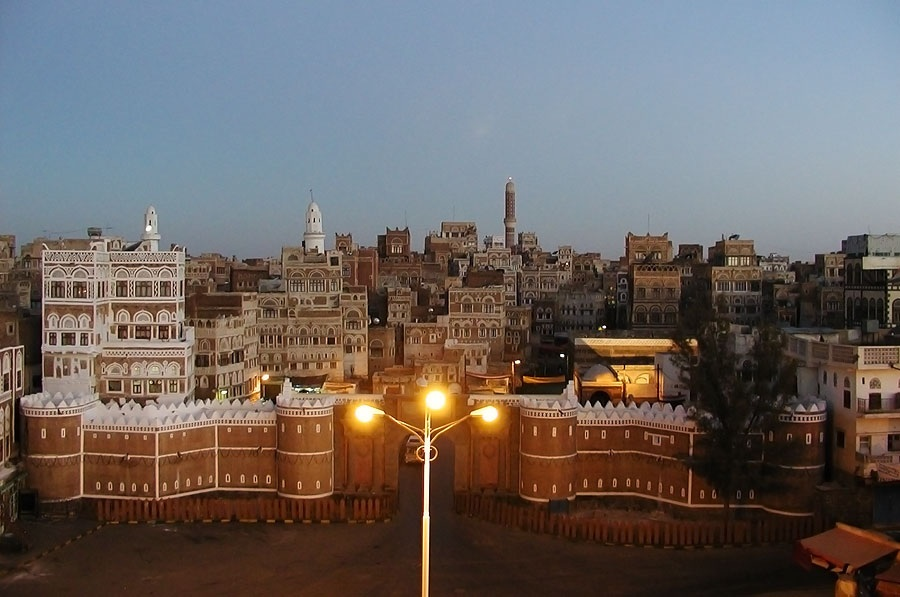
Los dos minaretes blancos a la izquierda son los de la Gran Mezquita.

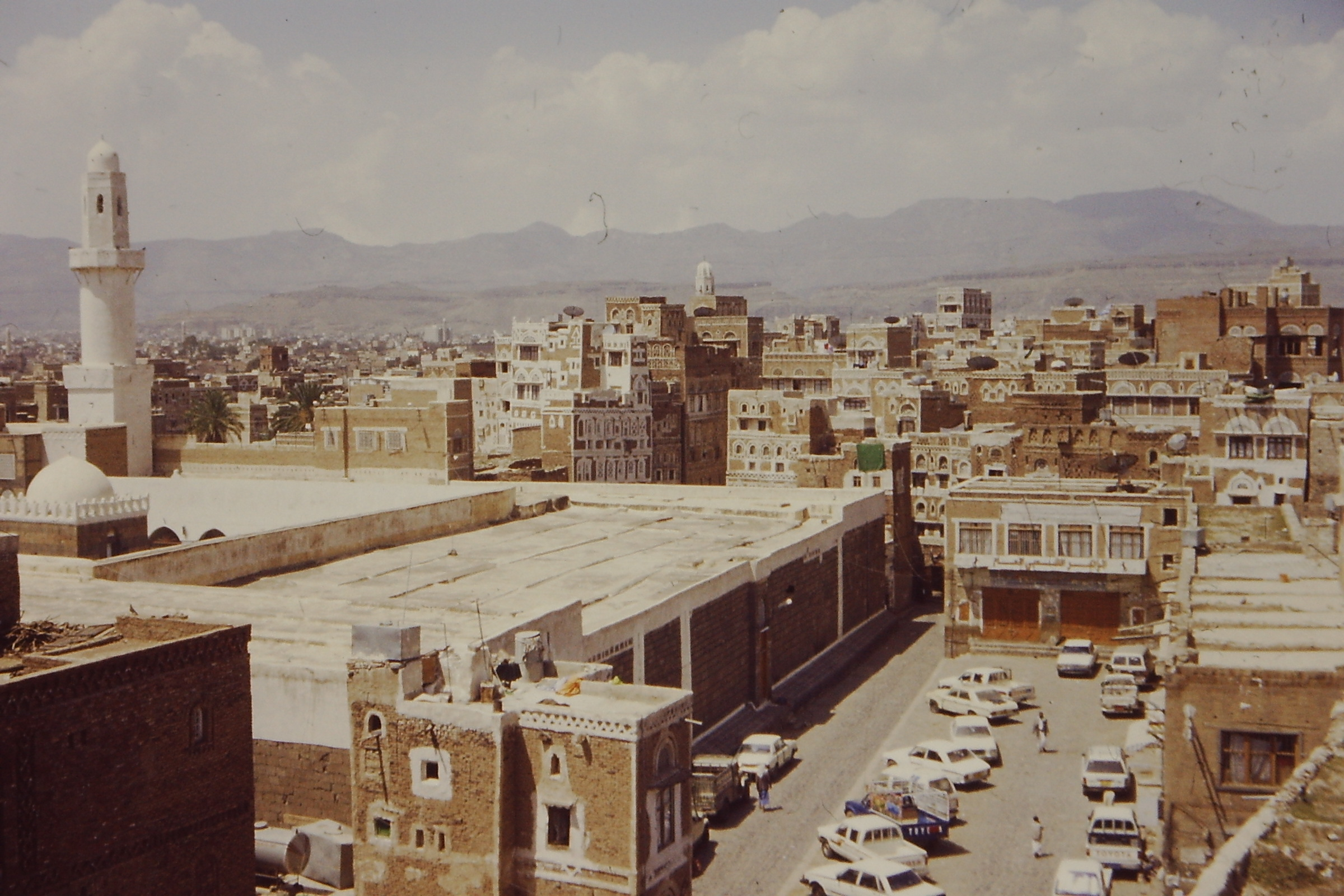
Gran mezquita de Saná en 2001

## Geografía
La mezquita fue construida sobre el sitio del Palacio Ghumdan, entre las dos áreas de Saná, Al-Quati y Al-Sailah. El zoco de la ciudad se trasladó junto a la mezquita, lo que le proporcionó mayor seguridad debido a su proximidad a un edificio religioso. Junto con la mezquita, el sitio del palacio también alberga una prisión y barracas para las fuerzas armadas, construidas durante el Imperio Otomano.
En años posteriores, la planificación, expansión y orientación de la ciudad fueron influenciadas en gran medida por la construcción de la Gran Mezquita y otras dos mezquitas en el lado norte de la ciudad. Aunque hay más de cien mezquitas en la Ciudad Vieja, la Gran Mezquita es la más grande y notable de ellas.

## Historia
De acuerdo con las auténticas escrituras islámicas, el profeta Mahoma se asoció con la planificación y construcción de la mezquita alrededor de 630 dC (6 AH ). Saná fue central en la propagación de la religión islámica en el período posterior a Hijra. Muchos de los hallazgos arqueológicos descubiertos en la mezquita corroboran su construcción hasta la época en que Mahoma estaba vivo. 
Su historia confirmada data de 705 a 715 (86-96 AH), cuando el califa omeya al-Walid I la expandió a dimensiones mucho más grandes. Se dice que las arcadas interiores de piedra de los tejados planos de la mezquita son de las características arquitectónicas bizantinas del Imperio Axumita. Una inscripción en el idioma preislámico de la región, en un soporte de arco de piedra, una pieza reutilizada, lo conecta con la arquitectura bizantina. Otra inscripción encontrada en el patio de la mezquita data del año 753 d. C., del período abasí. 
Se construyeron dos minaretes: uno en el lado este a principios del siglo IX y el otro en el oeste, en el siglo XII. Las inundaciones causaron dos veces daños sustanciales a la mezquita, después de lo cual fue totalmente renovada.
Gran parte de la restauración fue realizada en 1130 por la Reina Isma`ili Arwa ibn Ahmad. Ella fue la responsable de los techos elegantemente esculpidos de las alas este, oeste y norte de la mezquita. Estaba estrechamente vinculada a la dinastía fatimí en Egipto . El minarete occidental de la mezquita, que ella había construido, es similar a los de las mezquitas del mismo período construidas en El Cairo.
A principios del siglo XVI, la mezquita fue renovada con una estructura cuadrada abovedada y el pavimento de su patio.

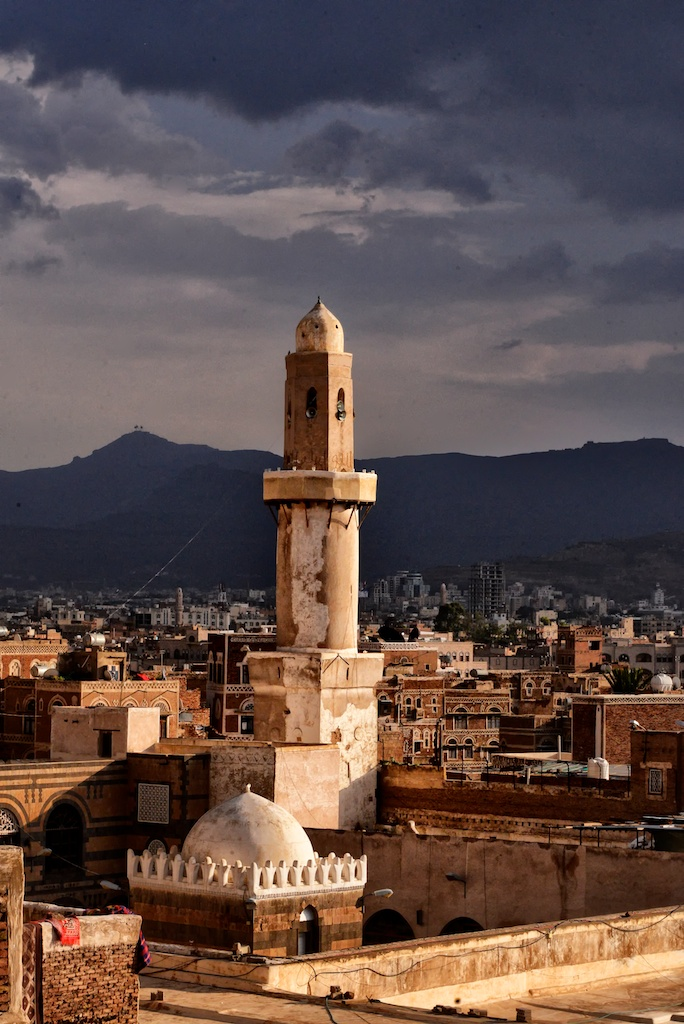
Uno de los dos minaretes de la Gran Mezquita en Saná.

## Arquitectura y equipamiento
El patio central mide 80 x 60 metros, con salas de oración dispuestas en dirección norte-sur. Las salas con tres pasillos alineados a lo largo de la dirección este-oeste están construidas con materiales del período preislámico traídos de otras áreas. Los diseños de los edificios tienen varias interpretaciones. 
Una opinión es que era una estructura del período otomano, ya que la mezquita comparte similitudes con la Ka'ba en La Meca. Otra, afirma que su diseño ablaq, con capas alternas de material de diferentes colores, data de un período preislámico. Los techos de madera, hechos de lacunari, están tallados y pintados. El edificio se utilizó para almacenar documentos waqf y tiene una gran biblioteca y otros manuscritos antiguos.